# Scotland Neck
Scotland Neck est une ville américaine située dans le comté de Halifax dans l'État de Caroline du Nord. En 2010, sa population était de 2 059 habitants.

## Patrimoine
- L'église de la Trinité, construite en 1855, et dont la conception est attribuée à l'architecte new-yorkais Frank Wills.

## Démographie
| 1880 | 1890 | 1900  | 1910  | 1920  | 1930  |
| ---- | ---- | ----- | ----- | ----- | ----- |
| 482  | 778  | 1 348 | 1 726 | 2 061 | 2 339 |

| 1940  | 1950  | 1960  | 1970  | 1980  | 1990  |
| ----- | ----- | ----- | ----- | ----- | ----- |
| 2 559 | 2 730 | 2 974 | 2 869 | 2 834 | 2 575 |

| 2000  | 2010  | - | - | - | - |
| ----- | ----- | - | - | - | - |
| 2 362 | 2 059 | - | - | - | - |

## Source de la traduction
- (en) Cet article est partiellement ou en totalité issu de l’article de Wikipédia en anglais intitulé « Scotland Neck, North Carolina » (voir la liste des auteurs).